# Liste der Baudenkmäler in Blaibach

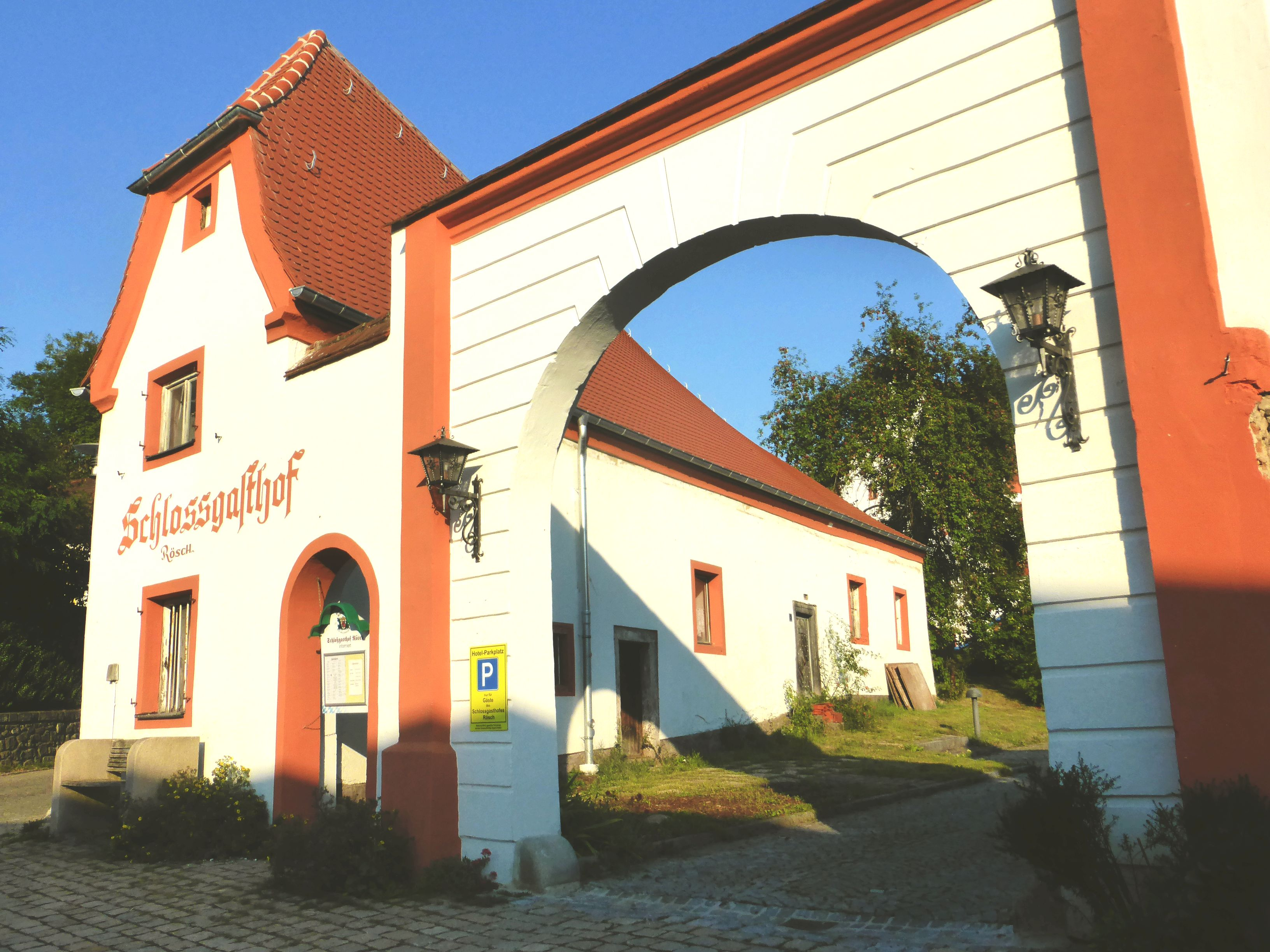
Einfahrtstor von Schloss Blaibach

Auf dieser Seite sind die Baudenkmäler in der Oberpfälzer Gemeinde Blaibach zusammengestellt. Diese Tabelle ist eine Teilliste der Liste der Baudenkmäler in Bayern. Grundlage ist die Bayerische Denkmalliste, die auf Basis des Bayerischen Denkmalschutzgesetzes vom 1. Oktober 1973 erstmals erstellt wurde und seither durch das Bayerische Landesamt für Denkmalpflege geführt wird. Die folgenden Angaben ersetzen nicht die rechtsverbindliche Auskunft der Denkmalschutzbehörde.

## Baudenkmäler nach Ortsteilen

### Blaibach
| Lage                        | Objekt                                | Beschreibung | Akten-Nr.             | Bild           |
| --------------------------- | ------------------------------------- | --- | --------------------- | -------------- |
| Kirchplatz 2 (Standort)     | Waldlerhaus                           | Eingeschossiger und traufständiger Flachsatteldachbau mit teilweise verputztem Blockbau-Obergeschoss, 18. Jahrhundert; Mit angebautem Austragshäusl | D-3-72-115-1 Wikidata | weitere Bilder |
| Kirchplatz 8, 10 (Standort) | Ehemaliges Schloss, jetzt Gasthof     | Zweigeschossiger und traufständiger Steilsatteldachbau mit Treppengiebeln, 1604/05; Wohnhaus, eingeschossiger und traufständiger Satteldachbau mit abgewalmtem Westgiebel, 17./18. Jahrhundert; Westliches Einfahrtstor, Rundbogendurchfahrt mit Fußgängerpforte, rustiziert mit Pilasterrahmung, 17./18. Jahrhundert; Östliches Einfahrtstor, Rundbogendurchfahrt mit segmentbogiger Fußgängerpforte, 17./18. Jahrhundert | D-3-72-115-3 Wikidata | weitere Bilder |
| Kirchplatz 12 (Standort)    | Katholische Pfarrkirche St. Elisabeth | Saalbau mit eingezogenem Chor, Satteldach und Chorflankenturm mit Zwiebelhaube, 1779, der Turm im Kern wohl mittelalterlich; mit Ausstattung; Auf dem Friedhof: Ehemalige Seelenkapelle, jetzt Fatima-Kapelle, trapezförmiger Saalbau mit Walmdach, 1691; Friedhofsummauerung, an der Südseite, Granitbruchstein, 17./18. Jahrhundert                                                                                      | D-3-72-115-4 Wikidata | weitere Bilder |

### Hetzenberg
| Lage                    | Objekt     | Beschreibung                                                                 | Akten-Nr.             | Bild |
| ----------------------- | ---------- | ---------------------------------------------------------------------------- | --------------------- | ---- |
| Hetzenberg 1 (Standort) | Wegkapelle | Satteldachbau mit Apsis, Bruch- und Werkstein, Granit, 1908; mit Ausstattung | D-3-72-115-5 Wikidata | BW   |

### Pulling
| Lage | Objekt                         | Beschreibung | Akten-Nr.              | Bild                           |
| --- | ------------------------------ | --- | ---------------------- | ------------------------------ |
| Hüterwiesen; Nähe Kötztinger Straße; Nähe Regen bei Pulling; Schwarze Regen; Unterer Berg; Von Kreuzbach nach Pulling (Standort) | Eisenbahnbrücke über den Regen | Dreigelenkbogenbrücke mit aufgeständerter Fahrbahn, aus Eisenbeton, 70 m Spannweite, 8 m Pfeilerhöhe, Firma Carl Brandt, Bamberg, 1927 | D-3-72-115-11 Wikidata | Eisenbahnbrücke über den Regen |

### Untergschaidt
| Lage                       | Objekt                     | Beschreibung | Akten-Nr.             | Bild |
| -------------------------- | -------------------------- | --- | --------------------- | ---- |
| Untergschaidt 1 (Standort) | Zugehöriger Getreidekasten | Unterkellerter, zweigeschossiger und traufständiger Blockbau mit Flachsatteldach und Giebelschrot, bezeichnet mit 1674                        | D-3-72-115-6 Wikidata | BW   |
| Untergschaidt 3 (Standort) | Zugehöriger Getreidekasten | Geständerter Blockbau mit Flachsatteldach, frühes 19. Jahrhundert; in den neuen Stadel integriert                                             | D-3-72-115-7 Wikidata | BW   |
| Untergschaidt 7 (Standort) | Waldlerhaus                | Eingeschossiger und traufständiger Flachsatteldachbau mit Blockbau-Kniestock und Giebelschrot, teilweise verschalt, 1. Hälfte 19. Jahrhundert | D-3-72-115-9 Wikidata | BW   |

### Wimbach
| Lage                  | Objekt      | Beschreibung                                       | Akten-Nr.              | Bild |
| --------------------- | ----------- | -------------------------------------------------- | ---------------------- | ---- |
| In Wimbach (Standort) | Dorfkapelle | Satteldachbau mit Apsis, 2. Hälfte 19. Jahrhundert | D-3-72-115-10 Wikidata | BW   |